# Towarzystwo Afrykańskie
Towarzystwo Afrykańskie, właściwie Towarzystwo Wspierania Wypraw Odkrywczych w głąb Afryki (ang. Association for Promoting the Discovery of the Interior Parts of Africa, ale powszechnie znane jako African Association) – organizacja założona 9 czerwca 1788 roku, jako brytyjskie stowarzyszenie zajmujące się badaniami Afryki Zachodniej.
Głównymi celami, jakie stawiało sobie Towarzystwo Afrykańskie, było dotarcie do miasta Timbuktu (mało znanego centrum nauk islamu w dzisiejszym Mali), a także zbadanie kierunku biegu rzeki Niger.
Wśród założycieli towarzystwa byli Joseph Banks, Mungo Park, John Ledyard i Johann Ludwig Burckhardt.